# Addio mia bella addio (brano musicale)
Addio mia bella addio è un canto risorgimentale, scritto nel 1848 da Carlo Alberto Bosi con lo pseudonimo Basocrilo fiorentino. Il brano, anche noto come l'Addio del volontario, assunse grande popolarità già durante la prima guerra di indipendenza italiana.
(Carlo Alberto Bosi, Addio mia bella addio, 1848)

## Origine
( Gori, Canzoniere nazionale.)»
Il testo di Addio mia bella addio fu scritto nel marzo 1848, nel caffè "Castelmur" (oggi non più esistente) di Via Calzaioli a Firenze. Bosi partì subito dopo come volontario della guerra di indipendenza, insieme ad altri combattenti fiorentini. Il brano divenne ben presto celebre proprio tra i volontari, che iniziarono a cantarlo sempre più spesso al momento delle partenza, sulle note di una vecchia cantilena toscana.
La popolarità della canzone rimase sempre alta tra i combattenti volontari, essendo cantata anche negli anni successivi, come ad esempio in occasione delle battaglie di Palestro e di San Martino (1859), o durante la spedizione dei Mille (1860); negli anni del ventennio fascista, la retorica di partito riprese il brano all'interno della canzone coloniale O morettina. Nel 2011 venne eseguita al Festival di Sanremo in occasione del 150º anniversario dell'unità d'Italia, cantata da Luca Barbarossa con Raquel Del Rosario ed inserita nell'album Sanremo 2011 - 150° Unità d'Italia - Nata per unire edito da Rai Trade, RTP 0255.